# Order Piusa IX
Order Piusa, Order Piano, Order Rycerski Ojca Świętego Piusa IX, Order Piusa IX (łac. Ordo Pianus, wł. Ordine Piano) – trzeci w kolejności order nadawany przez Stolicę Apostolską.

## Historia i zasady nadawania
Początki orderu sięgają do Zakonu Rycerzy Piano założonego przez Piusa IV w 1560, który był inicjatorem kontrreformacji i promotorem sztuki i nauki.
Papieski Order Piano został ustanowiony w 1847 przez papieża Piusa IX (stąd inna nazwa tego odznaczenia – Order Piusa IX), w celu odznaczania osób świeckich za wyjątkowe zasługi dla Kościoła katolickiego i papieża, obecnie nadawany głównie zagranicznym dyplomatom, mężom stanu, głowom państw i ich reprezentantom. Przez wiele lat łączył się z przyznaniem szlachectwa (dziedzicznego w I lub osobistego ad personam w II klasie). Możliwość tę zniósł dopiero Pius XII w ramach reformy papieskich odznaczeń dokonanej w 1939.
Dewizą orderu jest „VIRTUTI ET MERITO” (pol. „CNOCIE I ZASŁUDZE”).

## Klasy orderu

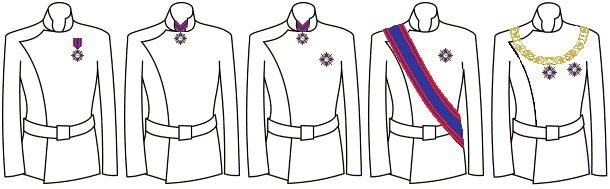
Kawaler, Komandor, Komandor z Gwiazdą, Krzyż Wielki, Złoty Łańcuch – sposoby noszenia orderu w poszczególnych klasach

Order dzieli się na trzy klasy:
- I klasa – Krzyż Wielki:
  - Złoty Łańcuch – dodany w 1957, nadawany świeckim głowom państw i w wyjątkowych okazjach niezwykle ważnym osobistościom,
  - Krzyż Wielki – nadawany zazwyczaj szefom misji dyplomatycznych, ministrom i w wyjątkowych przypadkach za wybitne zasługi wobec papieża,
- II klasa – Komandor:
  - Komandor z Gwiazdą – nadawany zwykle dyplomatom w randze radcy i pierwszego sekretarza z dłuższym stażem,
  - Komandor – nadawany zwykle dyplomatom w randze radcy i pierwszego sekretarza z krótszym stażem,
- III klasa – Kawaler – nadawany najczęściej pozostałym członkom misji dyplomatycznych.

## Odznaczeni
Wśród odznaczonych można wymienić m.in. głowy państw:
- 1966 – Artur da Costa e Silva, prezydent Brazylii,
- 1967 – Gustaw VI Adolf, król Szwecji,
- 1967 – Olaf V, król Norwegii,
- 1967 – Cevdet Sunay, prezydent Turcji,
- 1970 – Haile Selassie, cesarz Etiopii,
- 1971 – Urho Kekkonen, prezydent Finlandii,
- 1973 – Gustav Heinemann, prezydent Niemiec,
- 1977 – Jan Karol I Burbon, król Hiszpanii,
- 1980 – Antonio Ramalho Eanes, prezydent Portugalii,

a spośród Polaków:
- Jan Matejko, malarz
- Filip Zaleski, polityk galicyjski
- Władysław Grabski, premier
- 1925 – Maciej Rataj, marszałek sejmu[8]
- 1925 – Wojciech Trąmpczyński, marszałek senatu[8]
- 1925 – Stanisław Grabski, minister oświaty[8]
- 1991 – Lech Wałęsa, prezydent[9]
- 1991 – Edward Bernard Raczyński, prezydent[10]
- 1991 – Krzysztof Skubiszewski, minister[11]
- 1997 – Stefan Frankiewicz, ambasador
- 2004 – Hanna Suchocka, premier[12]
- Ryszard Kaczorowski, prezydent[13]